# 麒麟座V638
麒麟座V638，又名BD-04 1393，HD 42657、SAO 132941、HR 2202，是麒麟座的一颗恒星，视星等为6.18，位于銀經212.58，銀緯-10.95，其B1900.0坐标为赤經6h 6m 47.3s，赤緯-4° -10.95′ 34″。